# Magarsus
Magarsus è una serie televisiva drammatica turca composta da 8 episodi, distribuita sul servizio di streaming BluTV dal 10 agosto 2023, con protagonisti Ercan Kesal, Berkay Ateş, Çağlar Ertuğrul e Merve Dizdar.

## Trama
I Kurak sono una famiglia che lotta nel commercio di agrumi a Sarıbahçe, contro le potenze straniere che vogliono dominare la regione.

## Episodi
| Stagione       | Episodi | Pubblicazione Turchia | Pubblicazione Italia |
| -------------- | ------- | --------------------- | -------------------- |
| Prima stagione | 8       | 2023                  | inedita              |

## Personaggi e interpreti

### Personaggi principali
- Halil Kurak, interpretato da Ercan Kesal. È il commerciante di agrumi più ricco e potente di Sarıbahçe. È un uomo autoritario e crudele. Non permette alla sua famiglia di agire in modo indipendente. Ha tre figli: Tansu, Turgut e Fatoş.
- Salim "Beton" Yaşa, interpretato da Berkay Ateş. È il nipote di Halil e suo braccio destro.
- Turgut Kurak, interpretato da Çağlar Ertuğrul. È il secondogenito di Halil, impulsivo, irascibile e sognatore.
- Tansu Kurak, interpretata da Merve Dizdar. È la figlia maggiore della famiglia Kurak, innovativa, contraria e dura.
- Fatoş Kurak, interpretata da Burcu Gölgedar. È la figlia minore della famiglia Kurak, silenziosa, coscienziosa e sicura.
- Fethi, interpretato da Cem Bender. È il capo della tribù che si occupa del traffico di droga a Sarıbahçe.
- Damla, interpretata da Sümeyye Aydoğan. È una dipendente dell'azienda di agrumi.

### Personaggi secondari
- Erdem, interpretato da Mehmet Bozdoğan.
- Tuncay, interpretato da Menderes Samancılar. È un amico intimo di Halil.
- Şükrü, interpretato da Uğur Uzunel.
- Jessica, interpretata da Cemre Ebüzziya.
- Ahmet, interpretato da Metin Coşkun.
- Damar, interpretata da Kayhan Açıkgöz. È un amico intimo di Halil.

## Produzione
La serie è diretta da Yunus Ozan Korkut, che ha anche firmato la sceneggiatura con Mustafa Yürüktümen e prodotta da BluTV e Atlas TEI. Dopo il termine della prima stagione, la serie è stata rinnovata per una seconda stagione.

### Riprese
Le riprese sono state effettuate nell'antica città di Magarsus nel distretto di Çukurova, in provincia di Adana.

## Distribuzione
La serie viene distribuita sul servizio di streaming BluTV dal 10 agosto 2023: la prima stagione è stata distribuita dal 10 agosto al 21 settembre 2023.

## Riconoscimenti
- Festival delle serie TV di Berlino
  - 2023: Premio come Miglior cast per Magarsus[11]
- Pantene Golden Butterfly Awards
  - 2023: Candidatura come Miglior web serie per Magarsus